# Los Alamos (New Mexico)
Los Alamos is een plaats (census-designated place) in de Amerikaanse staat New Mexico, en valt bestuurlijk gezien onder Los Alamos County. Bij de plaats ligt het Los Alamos National Laboratory, waar tijdens de Tweede Wereldoorlog de eerste kernwapens werden ontwikkeld.
Bij de volkstelling in 2000 werd het aantal inwoners vastgesteld op 11.909. Volgens het United States Census Bureau beslaat de plaats een oppervlakte van 28,1 km², geheel bestaande uit land.

## Geboren
- Michelle Lujan Grisham (1959), gouverneur van New Mexico